# (32360) 2000 QV133
2000 QV133 (asteroide 32360) é um asteroide da cintura principal. Possui uma excentricidade de 0.20596810 e uma inclinação de 2.79524º.
Este asteroide foi descoberto no dia 26 de agosto de 2000 por LINEAR em Socorro.